# Julskyltning i Sverige
Julskyltning är butikernas julpyntning i skyltfönstren under julhandeln. 

## Bakgrund
Den svenska julskyltningen har sin början från 1840-talet, när butikerna tog plats i husens bottenvåningar i städerna. De små fönsterna som fanns i butikerna användes för att skylta varorna för butikens konsumenter. Under denna tid såldes butikens varor över disk och merparten av produkterna var nedpackade. Därmed fyllde skyltfönster en viktig funktion, man visade upp varorna för konsumenterna och fick dem därmed att drömma om framtida investeringar. När affärsgatorna började växa fram under 1800-talet blev både butikerna samt skyltfönstren fler och större.  På 1870- och 1880-talet var städernas gatubelysning mycket dålig eller fanns inte alls. I skenet från lamporna, som då drevs av fotogen eller gas, kunde butikerna dock dra till sig konsumenternas uppmärksamhet. När elektriciteten sedan infördes blev den så kallade fönstershoppingen ett folknöje, inte minst under de svåra ekonomiska perioderna 1920- och 1930-talet. Denna skyltning av butikernas varor gav uppkomst till ett nytt yrke, dekoratör, denne hade till uppgift att göra konst av butikens skyltfönster med hjälp av dess varor. När handeln via skyltfönstren uppkom var julhelgen den viktigaste perioden för butikerna, med andra ord det tillfälle på året då de omsatte mest kapital. När 1900-talet nådde sin mitt var det en fest för konsumenterna att gå förbi butikernas julskyltningar. De mest berömda julskyltningarna var Nordiska Kompaniets och MEA-husets som båda var belägna i Stockholm.

### Begreppet "skyltsöndag"
Begreppet skyltsöndag är relativt ungt, första gången ordet användes var i en artikel från 1895 i kvällstidningen Aftonbladet. Skyltsöndag syftar på den dag på året som julskyltningen har premiär för allmänheten.

## Butiksgatans och skyltfönstrets historia
Den moderna butikshandeln har sitt ursprung från samhällets industrialisering. Nya industrier som exempelvis fabriksslöjd begärde fasta försäljningslokaler för dess marknader, vilket ledde till att mängden affärer ökade kraftigt i städerna. Eftersom skråväsendet upphörde på 1840-talet i Sverige gav det upphov till full näringsfrihet år 1864, detta innebar att individer fick rätt att starta, äga och driva företag. När städernas butikslokaler började inredas skedde det främst kring dess gathus som var belägna längs de mest folkrika gatorna.
Skyltfönstret uppkom kring 1700-talet när det började ske förändringar i städerna samt i det ekonomiska och det tekniska livet, det gav varuhuset ett fönster mot allmänheten. Förutsättningarna för att man skulle kunna konstruera skyltfönstren var att det skulle finnas tillgång till glas som var genomskinligt och att det fanns någon vara eller produkt att skylta med. Kring slutet av 1700-talet påbörjades en form av serietillverkning som gav upphov till produkter som de flesta personer hade tillgångarna till att konsumera vilket i sig gav upphov till en stor kundkrets. Till en början var det en mycket enkel skyltning i skyltfönstren. Något som även gav upphov till skyltfönster under 1700-talet var förändringen av kapitalism och industrialism, dessa historiska händelser gav grund till att personer kunde köpa varor och produkter för en billig peng. Sakta men säkert började butiksgatorna att omvandlas till så kallade skyltgator, en förändring som tog flera decennier. I städerna runt om i Sverige kunde man främst se dessa resultat kring 1890-talet. På 1870-talet var det fortfarande svårt att se skillnad på städernas butiksgator och andra typer av gator, detta på grund av städernas gatumiljöer. Butiksgatornas utveckling gick snabbast kring landets storstäder, där hade handeln fångat upp de senaste nyheterna från omvärlden, exempelvis modebutikerna samt andra exklusiva butiker i London. I Storbritanniens huvudstad hade skyltfönstren redan etablerat sig under 1700-talets senare hälft. Butikernas fönsterutställningar förändrade stadslivet för dess invånare, utställningarna gav befolkningen en inblick i det nya världsmodet. Skyltfönsterna gav även stadens invånare en anledning till att stanna upp på gatan för att undvika att hälsa på individer som de inte ville låtsas om. Detta stred mot det borgerliga promenadlivet då det indirekt tvingade medborgarna att visa uppmärksamhet eller bekräfta en hälsning mot personerna i staden, vilket gjorde skyltfönstret till en antisocial konstruktion. Skyltfönstret hade dock en negativ inverkan för poliserna som arbetade i staden, då de hade till uppgift att se till att lösdriverilagar samt husbondestadgor följdes till punkt och pricka, vilket blev svårare att övervaka på butiksgatorna där alla var välkomna.

## Nordiska Kompaniets julskyltning genom tiderna

### Varuhusets uppkomst
Aktiebolaget Nordiska Kompaniet, NK, grundades 1902 av Josef Sachs, samma år öppnade det första varuhuset på Stureplan i Stockholm. Under hösten 1915 öppnade NK Stockholm vid Hamngatan efter cirka två års byggnadstid. Det var en byggnad skapad av arkitekten Ferdinand Boberg, som hade fått sin inspiration från en studieresa i Amerika i sällskap med Josef Sachs. Han skapade nästintill ett palats som var mycket tekniskt avancerat då det bland annat innehöll Sveriges första rulltrappor, därmed blev NK snabbt en av jugendepokens mest kända byggnader. Nordiska Kompaniets klassiska julskyltning hade sin början år 1915 i Stockholm och har sedan dess varit ett stort evenemang. År 1971 slogs portarna upp för ytterligare ett varuhus i Göteborg, även där har julskyltningen gjort succé. Den årliga julskyltningen på Nordiska Kompaniet klassas även under 2020-talet som en jultradition för många.

### Julskyltningar under 1900-talet

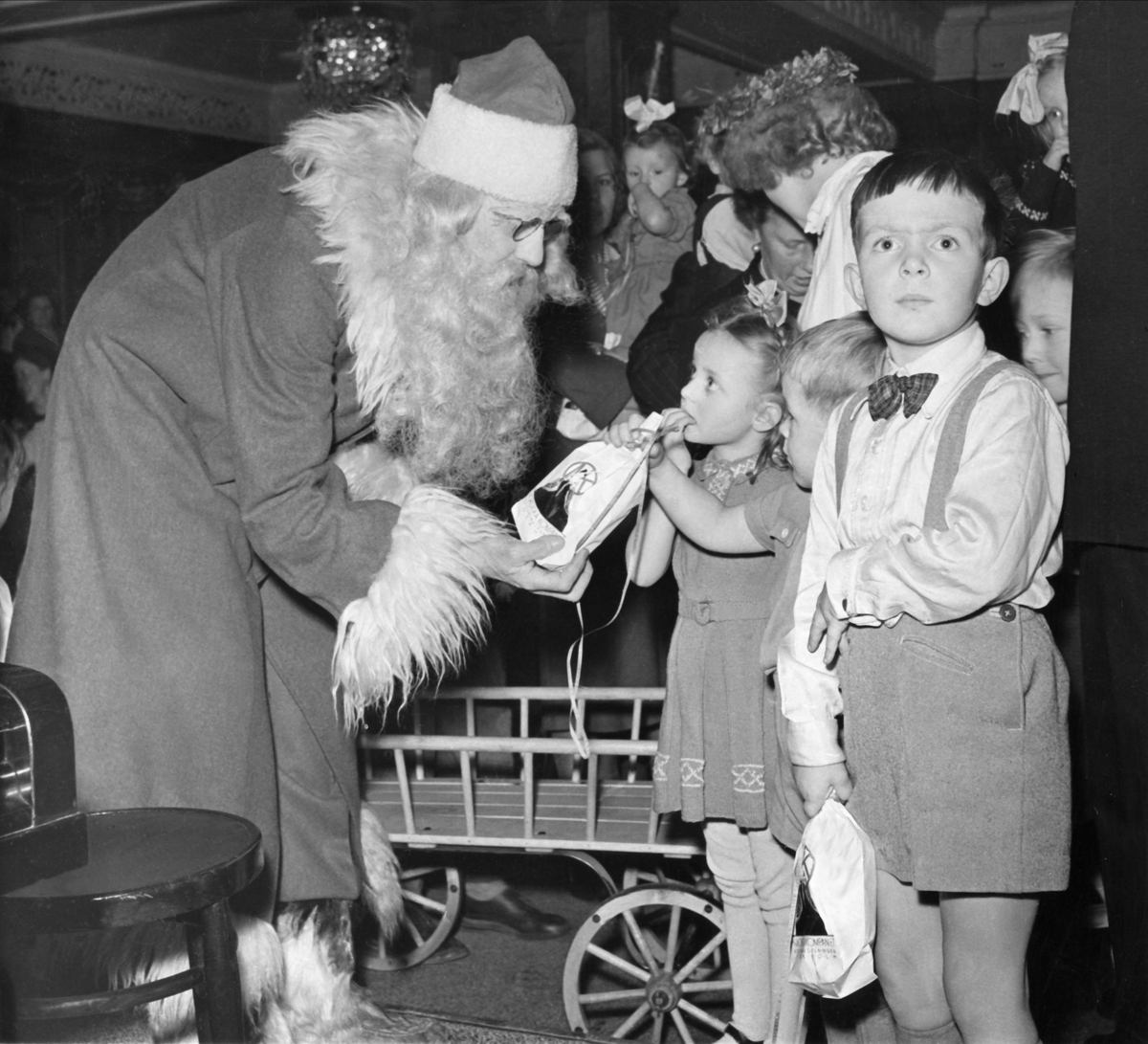
Jul på Nordiska Kompaniet.

Varuhusens julskyltningar får varje år olika teman som pryder dess skyltfönster under veckorna runt julhelgen. Under de första åren av Nordiska Kompaniets julskyltningar riktade man främst in sig till de mer mogna och vuxna åskådarna, det var inte förrän vid 1950-talet som varuhuset började rikta sitt fokus mot barnen. Som tidigare nämnts invigdes Nordiska Kompaniets julskyltning år 1915 i Stockholm, det som främst stack ut under detta års skyltning var ett slags dockhus som hade varuhuset som motiv, dockhuset beskrevs senare som "stans största värmestuga". Under julskyltningen år 1915 förekom det även rörlig dekor vilket fascinerade flera Stockholmsbor. Varuhusets tema för julskyltningen år 1920 skapades av friluftsmuseumet Skansen, då de samma år hade införskaffat en ny slags attraktion, nämligen en djurpark. Därmed fick NK detta år även göra en del reklam för Skansen i dess julskyltning, exempel på objekt som fanns med var några av Skansens kända byggnader, bland annat Seglora kyrka, även vilda djur som fanns på djurparken som exempelvis björnar tog plats i skyltningen. Åren 1950 till och med 1960 anlände televisionen till de flesta hemmen i Sverige, den nya maskinen gav upphov till nya jultraditioner och julfiranden som bland annat "Kalle Anka och hans vänner". Dessa företeelser var NK inte sena med att informera om, då julskyltningen hade flera inslag från televisionens olika program som visades under juletiden. År 1970 tog Stockholms nöjesfält Gröna Lund plats i varuhusets julskyltning. Inslag som nöjesfältets omtalade byggnader, tombolavinster samt åkattraktioner, var klassiska inslag under detta års skyltning. Det som tombolavinster syftar på är ett slags lotteri där man köper en lott som antingen leder till vinst eller inte. Under 1980-talet figurerade plast och starka färger, knallfärger, i Nordiska Kompaniets julskyltningar, exempelvis plastgranen var ett förekommande element.

### Nordiska Kompaniets 100-årsjubileum med julskyltning år 2015
Varuhusets 100-årsjubileum med julskyltning var inget de ville sticka under stolen med, skyltningen gick under namnet "en odyssé genom stadens historia, sedd genom varuhusets ögon". Nordiska Kompaniet valde att göra olika sorters nedslag i de olika årtiondena mellan år 1915 till och år 2015. Skaparna bakom 2015 års julskyltning var The Joann Tan studio, som även stått bakom de tidigare fem årens julskyltningar på Nordiska Kompaniet.

### Barnens NK-visa
År 1928 komponerades Barnens NK-visa av David Lundahl och Ingeborg Björk. Visan riktar sig till de unga konsumenterna samt deras föräldrar, då den syftar på att julen inte skulle finnas utan NK. Varuhuset gestaltas även som ett slott i visans första vers. 
"Snart är det jul, och då ska jag få hälsa på tomten. Jag vet var han bor, för slottet det heter visst NK, jag tror." 
Detta utdrag ur visan visar på hur upphovsmakarna vill få NK att framstå som ett paradis för julhandeln, då den bland annat syftar på att NK har allt man kan tänka sig behöva som barn och mer där till. Med andra ord använde sig varuhuset inte bara av julskyltningar för att locka till sig kunder, utan denna visa är ett exempel på hur Nordiska Kompaniet marknadsförde sig på andra sätt under julhelgen på slutet av 1920-talet.

## MEA-husets julskyltning
MEA-huset, även känt som Militärekiperingsaktiebolaget, grundades år 1883. Varuhusets tidigaste uppgift var att fungera som en postorderfirma för militärer, under denna period var de mest konsumerade varorna uniformer och uniformstillbehör. På senare år utvecklades det till ett riktigt varuhus som var beläget vid Norrmalmstorg i Stockholm, ett stenkast ifrån Nordiska Kompaniet, det blev eftertraktat genom sin exklusiva stil samt sin ståtliga trappa som gick genom alla våningarna. Under 1930- och 1940-talet anordnades regelbundet dekoratör- och skyltningstävlingar vilka MEA oftast vann.

## Varuhuset PUB:s omtalade julskyltning år 2007

### Varuhusets bakgrund
Varuhuset PUB grundades år 1882 av Paul U. Bergström, därav namnet PUB, och var Stockholms äldsta varuhus fram till och med 2015 när det slog igen sina portar. PUB var placerat mellan Drottninggatan och Hötorget i Stockholm och varuhuset lade ett stort fokus på svenska och skandinaviska märken av hög kvalité.

### Julens många ansikten - julskyltningens tema
PUB:s julskyltning 2007 syftade till att främja ett tryggare och mer säkert julfirande för alla parter. I dess skyltfönster skildrades därför en tomte som skulle porträttera en hemlös person omlindad i tidningspapper. Syftet med julskyltningen var att ge åskådarna inblick i olika världar och miljöer där främst känslan av att inte ha något att se fram emot inför julen stod i rampljuset. Skaparna av skyltningen var Caroline Kugelberg, Mårten Eriksson och Reuben Sallmander. Skyltningen invigdes för allmänheten söndagen den 25 november 2007 i varuhusets skyltfönster mot Drottninggatan. Ett av PUB:s inslag detta år var ett samarbete med Stockholms Stadsmission, Ny Gemenskap och tidningen Stockholm City som gick under namnet "En varm vit jul", vilket hade som syfte att uppmana människor att lämna in vinterjackor vilka skulle ges som en så kallad varm julklapp till de hemlösa i Stockholm. Ett annat skyltfönster skedde i samverkan med organisationerna BRIS och ROKS vilket gick under namnet "Julens alla ansikten". Denna del av julskyltningen använde sig av en konstinstallation som utgjordes av bland annat levande skyltdockor vilket var en sammanställning med verkliga skådespelare. Grundtanken bakom denna del av skyltningen var att skapa ett så kallat altarskåp som skulle innehålla samma slags sceneri i tre olika tolkningar. Dessa tolkningar skulle spegla olika slags känslor kring ett tänkbart händelseförlopp. Under denna julskyltning meddelade PUB:s varuhuschef Tommy Johansson att varuhuset skulle vara med och ta ett större samhällsansvar kring årets främsta högtid, julen. Han menade att varuhuset skulle visa upp julens olika skeenden för individer runt om i samhället. Johansson berättar vidare att många anser att det är ett samhällskrav att tillbringa tid med sin familj under julledigheten, vilket ibland kan innebära svårigheter för enstaka individer. Sammanfattningsvis avslutade Johansson med att belysa att PUB:s julskyltning år 2007 syftade till hur man kan hjälpa dem som har det svårt under julhelgen.

#### Debatten i helhet
Julskyltningen år 2007 skapade flera debatter och diskussioner gällande konst, mode och varuhusets vinstdrivande intresse. Debatterna kretsade kring att varuhuset valde att skildra problematiken kring det materialistiska och ytliga samhället. Något som många ansåg var uppseendeväckande kring PUB:s julskyltning var att de valde att skapa en ny slags skyltning kring julen som frångick från det traditionella vinstintresset som många varuhus och affärer hade som tanke med sina skyltningar . I en artikel från Svenska Dagbladet den 16 december 2007 säger Tommy Johansson, varuhuschef på PUB, att skyltningen ska få dess åskådare att tänka efter en extra gång. Han menade exempelvis att skyltfönstrena skulle väcka starka känslor hos personerna som passerade varuhuset, bland annat hävdade han att det skulle göra ont att passera.

## Hennes & Mauritz julskyltning under 1990-talet
Under 1990-talet var Hennes & Mauritz underklädeskampanjer med framgångsrika modeller och välkända personer en frekvent återkomst under julhandeln. Reklamkampanjerna för varumärkets underkläder var uppsatta på både reklampelare runt om i landets städer samt på offentliga annonsutrymmen. Denna typ av exponeringsmetod var i kontrast mot 1980-talets klassiska tidningsreklam en annorlunda övergång. Kampanjerna skapade stora debatter i landet och kritiserades bland annat för exploatering av kvinnokroppar och dess bilder gav upphov till trafikolyckor. År 1991 var Cindy Crawford huvudmodellen för denna kampanj, och det var då som trafikolyckorna var som värst. Det ryktades bland annat om hur bilförarna blev så distraherade av de lättklädda bilderna att de inte kunde hålla sitt fokus på körningen, vilket ledde till krockar. Även år 1993:s reklamer gav upphov till olyckor i trafiken, när skandalmodellen Anna Nicole Smith profilerade i kampanjen. År 1997 ledde dock till en vändning i varumärkets underklädeskampanj, då man valde att byta ut den smala sydafrikanska modellen Georgina Grenville till den mer kurviga Sophie Dahl. Detta då frågan om kroppsstorlek och BMI hamnade i rampljuset, bland annat för att kronprinsessan Victoria samma år meddelat att hon led av anorexi.

## År 2007 - skandalåret för julskyltningarna
Som redan nämnts var varuhuset PUB:s julskyltning ett omdebatterat ämne, åskådarna menade att skyltfönstret som bland annat organisationen Pappa-barn stod bakom gav en märklig bild av pappor. Detta ledde till att varuhuset fick plocka bort två manliga skyltdockor som söp. Även för Nordiska Kompaniet var det ett turbulent år, då en mekanisk kanin havererade vilket ledde till att en pinne åkte fram och tillbaka mellan benen på den. Detta fick som konsekvens att de anställda på varuhuset fick ta emot flera samtal från irriterade personer som menade att kaninen i varuhusets skyltfönster tillfredsställde sig själv.